# Kamil Kosowski
Kamil Kosowski (Ostrowiec Świętokrzyski, 1977. augusztus 30. –) lengyel válogatott labdarúgó.
A lengyel válogatott tagjaként részt vett a 2006-os világbajnokságon.

## Sikerei, díjai
Wisła Kraków
- Lengyel bajnok (3): 2000–01, 2002–03, 2007–08
- Lengyel kupa (2): 2001–02, 2002–03
- Lengyel szuperkupa (1): 2001

APÓEL
- Ciprusi bajnok (1): 2008–09
- Ciprusi szuperkupa (1): 2009